# Welterbe in Italien

Italienische Welterbestätten (Stand: 2021)

Zum Welterbe in Italien gehören (Stand 2025) 61 UNESCO-Welterbestätten, darunter 55 Stätten des Weltkulturerbes und sechs Stätten des Weltnaturerbes. Sechs dieser Stätten sind grenzüberschreitend oder transnational. Bis auf Molise und das Aostatal weisen alle Italienischen Regionen Welterbestätten auf. Italien hat die Welterbekonvention 1978 ratifiziert, als erste Welterbestätte wurden 1979 die Felsbilder im Valcamonica in die Welterbeliste aufgenommen. Die bislang letzte Welterbestätte wurde 2025 eingetragen.
Das UNESCO-Welterbekomitee tagte bereits zwei Mal in Italien: 1983 in Florenz und 1997 in Neapel.

## Welterbestätten
Die folgende Tabelle listet die UNESCO-Welterbestätten in Italien in chronologischer Reihenfolge nach dem Jahr ihrer Aufnahme in die Welterbeliste (K – Kulturerbe, N – Naturerbe, K/N – gemischt, (G) – auf der Liste des gefährdeten Welterbes).
| Bild | Bezeichnung | Jahr       | Typ | Ref. | Beschreibung |
| --- | --- | ---------- | --- | ---- | --- |
| Felsbild in Capo di Ponte                                                                                   | Felsbilder der Valcamonica (Lage)                                                                                               | 1979       | K   | 94   | |
| Forum Romanum                                                                                               | Historisches Zentrum Roms, die extraterritorialen Stätten des Heiligen Stuhls in der Stadt und Sankt Paul vor den Mauern (Lage) | 1980       | K   | 91   | Das 1980 vorgeschlagene historische Zentrum Roms wurde 1984 und 1990 um die vatikanischen Besitzungen ergänzt, sodass nun das Zentrum mit einer Größe von 1446,2 ha sowie weitere 38,9 ha, die sich im Besitz des Heiligen Stuhls befinden, unter Schutz stehen. Das Erbe umfasst beispielsweise neben den antiken Stätten nun auch die Kirchen Santa Maria Maggiore, die Lateranbasilika und Sankt Paul vor den Mauern oder Bauten wie die Cancelleria, den Palazzo Maffei Marescotti oder den Palazzo di Propaganda Fide. |
| Außenansicht von Santa Maria delle Grazie, links befindet sich der Eingang zum Refektorium (weitere Bilder) | Kirche und Dominikanerkloster Santa Maria delle Grazie in Mailand mit dem „Letzten Abendmahl“ von Leonardo da Vinci (Lage)      | 1980, 1990 | K   | 93   | Die Kirche Santa Maria delle Grazie wurde 1463 errichtet und später von Bramante im Auftrag Ludovico il Moro ausgebaut. Leonardo da Vinci vollendete 1497 Das Abendmahl im Refektorium des zur Kirche gehörenden Klosters. Die Anlage wurde am 16. August 1943 bombardiert, sodass umfangreiche Wiederaufbaumaßnahmen notwendig wurden. |
| Altstadt von Florenz (weitere Bilder)                                                                       | Historisches Zentrum von Florenz (Lage)                                                                                         | 1982       | K   | 174  | Im Zentrum des auf eine etruskische Siedlung gegründeten Florenz’ steht die im 13. Jahrhundert begonnene Kathedrale Santa Maria del Fiore. Der architekturgeschichtlich bedeutsame Ausbau der Stadt fand im 15. Jahrhundert durch Baumeister wie Filippo Brunelleschi und Leon Battista Alberti statt. |
| Satellitenbild von Venedig in der Lagune (weitere Bilder)                                                   | Venedig und seine Lagune (Lage)                                                                                                 | 1987       | K   | 394  | Die Stadt Venedig, die auf 118 Inseln verteilt ist, und die Lagune wiesen laut ICOMOS eine geografische, historische wie auch ästhetische Einheit auf, die jedoch einer Vielzahl von Gefahren ausgesetzt ist. Der zu schützende Bereich erstreckt sich über 50.000 Quadratkilometer und sei sowohl ein Beweis für den Kampf des Menschen gegen die Widrigkeiten der Natur als auch Zeugnis des interkulturellen Austauschs. Venedigs architektonische Ausgestaltung habe ihresgleichen nicht. |
| Luftbild der Piazza del Duomo (weitere Bilder)                                                              | Die Piazza del Duomo in Pisa (Lage)                                                                                             | 1987       | K   | 395  | Der Domplatz in Pisa wird gewöhnlich Piazza dei Miracoli (Platz der Wunder) genannt, das Ensemble aus der Kathedrale, dem schiefen Turm, dem Baptisterium und dem historischen Friedhof gehört zu den weltweit bekanntesten Italiens. |
| Blick auf San Gimignano (weitere Bilder)                                                                    | Historisches Zentrum von San Gimignano (Lage)                                                                                   | 1990       | K   | 550  | San Gimigniano liegt an der Via Francigena im Süden der Toskana. Von den ehemals 72 Türmen sind noch 14 erhalten. Sie entstanden in der Auseinandersetzung zwischen Ghibellinen und Guelfen und prägten allein schon durch ihre Höhe von bis zu 50 Metern das Stadtbild. Neben der weitgehend erhaltenen mittelalterlichen Architektur weist die Stadt auch Fresken hohen künstlerischen Ranges beispielsweise von Taddeo di Bartolo und Ghirlandaio auf. |
| Eingänge zu den Sassi von Matera (weitere Bilder)                                                           | Die Sassi und der Park der Felskirchen von Matera (Lage)                                                                        | 1993       | K   | 670  | Matera ist nachweislich seit dem Paläolithikum von Menschen ohne Unterbrechung besiedelt worden und gehört somit zu den ältesten Orten der Menschheitsgeschichte. In Matera befindet sich zudem eine in Tuffstein gehauene Siedlung, die sogenannte città sotterranea. Dort wurden in circa zehn Meter Tiefe Keramikfunde gemacht, die auf die frühe Eisenzeit datieren. Zum deklarierten Erbe gehören auch Felskirchen, die zum Großteil im Hochmittelalter erbaut wurden. |
| La Rotonda, eine Villa Palladios (weitere Bilder)                                                           | Altstadt von Vicenza und Villen Palladios in Venetien (Lage)                                                                    | 1994, 1996 | K   | 712  | Der Straßenverlauf des antiken Vicenza, das entweder im ersten oder zweiten Jahrhundert vor Christus gegründet wurde, ist bis in die Gegenwart erkennbar. Architekturgeschichtlich bedeutsam ist die Stadt und ihre Umgebung jedoch wegen des Wirkens von Andrea Palladio, dessen Villenstil in Anlehnung an antike Traditionen entstand und nicht nur europaweit kopiert worden ist. Es befinden sich in Vicenza 23 Palladio zugeschriebene Bauwerke, darunter auch eine Basilica und das Teatro Olimpico. |
| Die Piazza del Campo (weitere Bilder)                                                                       | Historisches Zentrum von Siena (Lage)                                                                                           | 1995       | K   | 717  | Siena entstand aus einer etruskischen Siedlung und erlangte im Mittelalter eine große Bedeutung. Die Altstadt entstand zwischen dem 12. und 15. Jahrhundert im gotischen Stil und beeinflusste die Städteplanung und Kunst in Europa. Eines der bedeutendsten Beispiele der gotischen Architektur in Italien ist der Dom Santa Maria Assunta. Der Bau wurde Anfang des 13. Jahrhunderts begonnen und zog sich bis in das 14. Jahrhundert hinein. Wahrzeichen der Stadt ist jedoch das Alte Rathaus mit dem ortsbildprägenden Turm. |
| Castel dell’Ovo                                                                                             | Historisches Zentrum von Neapel (Lage)                                                                                          | 1995       | K   | 726  | Neapolis, gegründet am Anfang des fünften Jahrhunderts vor Christus von griechischen Siedlern in der Nähe eines Handelshafens, ist eine der ältesten Städte Europas. Ihre Bauten spiegeln verschiedene Herrschaftsverhältnisse wider: aus der Zeit der Hohenstaufener vor allem religiöse Gebäude; das Castel Nuovo wurde unter Alfons I. von Aragon erheblich umgebaut, der Palazzo Reale dann schon unter spanischer Herrschaft errichtet, ehe Neapel erneut Hauptstadt des im Frieden von Wien (1738) neubegründeten Königreichs Neapel wurde. |
| Bürogebäude (weitere Bilder)                                                                                | Crespi d’Adda (Lage) | 1995       | K   | 730  | An der Adda kaufte der Textilfabrikant Cristoforo Benigno Crespi circa einen Quadratkilometer Land, um dort eine Anlage zur industriellen Baumwollverarbeitung zu erbauen. Drei Jahre später ließ er die ersten Häuser einer Arbeitersiedlung errichten, die zu einer Planstadt ausgebaut wurde, in der auch die Crespi-Familie residierte. Nach verschiedenen Eigentümerwechseln wird bis in die Gegenwart dort, wenngleich auch vermindert, produziert. |
| Castello Estense (weitere Bilder)                                                                           | Die Renaissance-Altstadt von Ferrara und das Po-Delta (Lage)                                                                    | 1995, 1999 | K   | 733  | Die Renaissance-Altstadt von Ferrara wurde als „ideale Stadt“ der humanistischen Zeit vom Hofarchitekten Biagio Rossetti entworfen und gilt als die erste moderne Stadtplanung der Welt. Im 15. und 16. Jahrhundert wurde die Stadt zum intellektuellen und künstlerischen Zentrum. Das nahe Po-Delta ist eine herausragend geplante Kulturlandschaft, die seine ursprüngliche Form beibehalten hat. |
| Außenansicht des Kastells (weitere Bilder)                                                                  | Castel del Monte (Lage) | 1996       | K   | 398  | Das Castel del Monte gehört zu den bekanntesten Stauferburgen Italiens und entstand zur Zeit Friedrich II. in der Mitte des 13. Jahrhunderts. Das oktogonale Schloss enthält antike, islamische und gotische Elemente. Unbekannt ist, zu welchem Zweck und warum in oktogonaler Form das Schloss errichtet worden ist. |
| Trulli in Alberobello (weitere Bilder)                                                                      | Trulli von Alberobello (Lage)                                                                                                   | 1996       | K   | 787  | Trulli sind Kegelbauten aus weiß gestrichenen Mauern mit charakteristischen Kalksteinplatten, die ohne Mörtel in Form eines falschen Gewölbes aufeinander geschichtet sind und die in Apulien vermehrt auftauchen. Aber nur in Alberobello bestehen ganze Stadtteile aus Trulli und bilden damit ein außergewöhnliches Beispiel von Volksarchitektur. |
| Mosaik in Sant’Apollinare Nuovo (weitere Bilder)                                                            | Frühchristliche Bauwerke in Ravenna (Lage)                                                                                      | 1996       | K   | 788  | Ravenna war von 402 bis 476 Hauptresidenz der weströmischen Kaiser. Aus dieser Zeit stammen acht Bauwerke, die von besonderer kunsthistorischer Bedeutung sind. Darunter sind frühchristliche Kirchen, Taufkapellen, Mausoleen und Mosaiken. Sie zeigen eine große Kunstfertigkeit, darunter eine wunderbare Mischung aus griechisch-römischer Tradition, christlicher Ikonographie und orientalischen und westlichen Stilen. |
| Innenhof des Palazzo Piccolomini (weitere Bilder)                                                           | Historisches Zentrum von Pienza (Lage)                                                                                          | 1996       | K   | 789  | Die Altstadt der Kleinstadt Pienza legt Zeugnis über das städtebauliche Konzept der Renaissance ab. Papst Pius II. ließ ab 1459 seinen Heimatort vom Architekten Bernardo Rossellino umgestalten und damit städtisch wirken lassen. Hervorzuheben sind mehrere Paläste und der Dom Santa Maria Assunta, die Elemente aus Renaissance und Gotik vermischen. 2004 wurde das Welterbe um das umgebende Tal erweitert. |
| Blick vom Hügel des Parks zum Palast (weitere Bilder)                                                       | Palast des 18. Jahrhunderts von Caserta mit Park, dem Vanvitelli-Aquädukt und San-Leucio-Anlage (Lage)                          | 1997       | K   | 549  | Den Palast von Caserta nördlich von Neapel ließ Karl III. nach den Plänen Luigi Vanvitellis in der Mitte des 18. Jahrhunderts erbauen, um mit Schloss Versailles und dem Palacio Real zu konkurrieren. Das Barockbauwerk umgibt eine große Gartenanlage. Zum Welterbe gehören ebenfalls der Stadtteil San Leucio und der Vanvitelli-Aquädukt, der die Anlagen mit Wasser versorgte. |
| Der Große Saal im Hauptbau des Jagdschlösschens von Stupinigi (weitere Bilder)                              | Residenzen des Königshauses Savoyen (Lage)                                                                                      | 1997       | K   | 823  | Das Haus Savoyen begann ab 1562 in der Residenzstadt Turin und der umgebenden Region eine große Reihe von Bauvorhaben, um die Macht des Herrscherhauses zu demonstrieren. Es sind Schlösser und andere Repräsentationsbauwerke, die als herausragende Gebäudekomplexe entworfen und von den führenden Architekten und Künstler der Zeit verschönert worden sind. |
| Wegeskreuzung des Gartens, rechts die Goethe-Palme (weitere Bilder)                                         | Botanischer Garten von Padua (Lage)                                                                                             | 1997       | K   | 824  | Der älteste botanische Garten der Welt, der sich noch an seinem ursprünglichen Ort befindet, wurde 1545 angelegt. Bekannt ist er für seine besonderen Sammlungen und seinen historischen Aufbau. |
| Manarola in Cinque Terre (weitere Bilder)                                                                   | Portovenere und Cinque Terre mit den Inseln Palmaria, Tino und Tinetto (Lage)                                                   | 1997       | K   | 826  | Die „fünf Länder“, wie die Cinque Terre übersetzt heißen, sind ein Küstenstreifen der steilabfallenden ligurischen Küste. Die Steilküste und die umgebende Landschaft zeigen deutlich ihren Einfluss auf den Städtebau. Die seit etwa einem Jahrtausend bestehende Kulturlandschaft hatte einen großen Einfluss auf den Städtebau. |
| Kathedrale mit Glockenturm (weitere Bilder)                                                                 | Kathedrale von Modena, Glockenturm und Piazza Grande (Lage)                                                                     | 1997       | K   | 827  | Die Kathedrale von Modena wurde im 12. Jahrhundert von Wiligelmo und Lanfranco im romanischen Stil errichtet. Der Kirchturm ist die 88 Meter hohe, sogenannte Ghirlandina, welche im gotischen Stil erbaut worden ist und nunmehr als Wahrzeichen der Stadt gelten kann. Zum Welterbe gehört auch die anliegende Piazza. |
| Peristyl im Haus der Vettier in Pompeji (weitere Bilder)                                                    | Archäologische Stätten von Pompeji, Herculaneum und Torre Annunziata (Lage)                                                     | 1997       | K   | 829  | Als der Vesuv am 24. August 79 n. Chr. ausbrach, vernichtete er die beiden blühenden Städte Pompeii und Herculaneum und etliche Villen wohlhabender Römer in der näheren Umgebung. Die Ausgrabungen seit der Mitte des 18. Jahrhunderts geben Aufschluss über den Lebensstil in der Handelsstadt Pompeii, eine der am besten erhaltenen antiken Stadtruinen, und in dem Ferienort Herculaneum sowie den Luxus der Villa von Oplontis in Torre Annunziata. |
| Positano an der Amalfiküste (weitere Bilder)                                                                | Amalfiküste (Lage) | 1997       | K   | 830  | Die costiera amalfitana liegt an der Westküste Italiens am Golf von Salerno und ist ein Gebiet von großer architektonischer Schönheit und vielfältiger Natur. Die Küstendörfer sind ein Zeugnis der Anpassungsfähigkeit des Menschen mit terrassierten Weinbergen und Obstgärten an den Hängen. Architektonisch bedeutsam ist die Kathedrale von Amalfi aus dem 10. Jahrhundert. |
| Sportlerin (weitere Bilder)                                                                                 | Villa Romana del Casale (Lage)                                                                                                  | 1997       | K   | 832  | Die Villa Romana del Casale ist eine spätrömische Villa in der Nähe der Stadt Piazza Armerina. Das Bauwerk ist ein wichtiges Denkmal des römischen Siziliens und berühmt für seine Bodenmosaiken. Es gilt als hervorragendstes Beispiel einer römischen Luxusvilla, das die vorherrschende soziale und ökonomische Struktur seiner Zeit veranschaulicht. Die Mosaiken sind außergewöhnlich in ihrer künstlerischen Qualität und ihrem Erfindungsreichtum sowie in ihrer Menge. |
| Deckengewölbe mit Öffnung (weitere Bilder)                                                                  | Su Nuraxi di Barumini (Lage) | 1997       | K   | 833  | Nuraghe sind prähistorische und frühgeschichtliche Turmbauten der Bonnanaro-Kultur und der Nuraghenkultur auf Sardinien. Am besten erhalten geblieben sind die Su Nuraxi. Der Komplex in Barumini, der in der ersten Hälfte des 1. Jahrtausends erweitert und verstärkt wurde, ist die schönste und vollständigste Beispiel für diese bemerkenswerte Form der prähistorischen Architektur. |
| Dioskurentempel und Heiligtum der chthonischen Gottheiten (weitere Bilder)                                  | Archäologische Stätten von Agrigent (Lage)                                                                                      | 1997       | K   | 831  | Die archäologischen Stätten von Agrigent südlich des heutigen Stadtkerns gehören zu den eindrucksvollsten archäologischen Fundplätzen auf Sizilien und sind erstaunlich gut erhalten geblieben. Sie zeigen vor allem die Überreste von Akragas, einer der bedeutendsten antiken griechischen Städte. Die teilweise noch sehr gut erhaltenen dorischen Tempel zeugen von der Größe, Macht und kulturellen Hochblüte der damaligen Stadt und bilden eines der herausragendsten Denkmäler für die griechische Kunst und Kultur. |
| Außenansicht der Basilika (weitere Bilder)                                                                  | Archäologische Stätte und patriarchale Basilika von Aquileia (Lage)                                                             | 1998       | K   | 825  | Die Basilika Santa Maria Assunta von Aquileia ist ein beeindruckendes Gebäude mit außergewöhnlichen Mosaikfußböden und spielte eine wichtige Rolle in der Evangelisierung einer großen Region Mitteleuropas. Die noch nicht vollständig ausgegrabenen Teile der archäologischen Stätte zeigen eines der größten und reichsten Städte der frühen römischen Kaiserzeit. |
| Ansicht Urbinos mit dem Palazzo Ducale und Dom (weitere Bilder)                                             | Historisches Zentrum von Urbino (Lage)                                                                                          | 1998       | K   | 828  | Der Hügelstadt Urbino erlebte eine große kulturelle Blüte im 15. Jahrhundert, zog Künstler und Wissenschaftler aus ganz Italien und darüber hinaus an und beeinflusste die kulturelle Entwicklungen anderswo in Europa. Aufgrund seiner wirtschaftlichen und kulturellen Stagnation seit dem 16. Jahrhundert, hat Urbino sein von der Renaissance geprägtes Aussehen zu einem bemerkenswerten Umfang erhalten. |
| Tempel der Athene in Paestum (weitere Bilder)                                                               | Nationalpark Cilento und Vallo di Diano mit den archäologischen Stätten von Paestum und Elea und der Kartause von Padula (Lage) | 1998       | K   | 842  | Der zweitgrößte Nationalpark Italiens liegt im Cilento, einem abwechslungsreichen Landstrich mit Flusstälern und Steilküsten mit einer vielfältigen Tier- und Pflanzenwelt. Zum Welterbe gehören die Tempelanlagen der griechischen Kolonien Paestum und Elea sowie ein ehemaliges Kartäuserkloster. |
| Villa Adriana. Poecile (weitere Bilder)                                                                     | Villa Adriana (Lage) | 1999       | K   | 907  | Die Villa Adriana oder Hadriansvilla war Sommerresidenz und Alterssitz des römischen Kaisers Hadrian. |
| Panorama von Verona (weitere Bilder)                                                                        | Altstadt von Verona (Lage) | 2000       | K   | 797  | Die historische Stadt Verona wurde im 1. Jahrhundert v. Chr. gegründet und blühte im 13. und 14. Jahrhundert unter den Scaligern und im 15. bis 18. Jahrhundert als Teil der Republik Venedig auf. Verona hat eine bemerkenswerte Anzahl von Denkmälern aus der Antike, dem Mittelalter und der Renaissance und stellt ein herausragendes Beispiel für eine militärische Festung. Besonders hervorzuheben sind das Castelvecchio und die gut erhaltene Arena. |
| Vulcano von Quattrocchi auf Lipari aus gesehen (weitere Bilder)                                             | Liparische Inseln (Lage) | 2000       | N   | 908  | Lipari, Vulcano, Salina, Stromboli, Filicudi, Alicudi und Panarea sind mit ihren vulkanischen Landschaften klassische Gegenstände der fortdauernden Untersuchung der Vulkanologie weltweit. Durch ihre wissenschaftliche Erforschung zumindest vom 18. Jahrhundert an haben die Inseln den Lehrbüchern der Geologie und Vulkanologie zwei Arten von Eruptionen (Vulcano-Typ und Stromboli-Typ) geliefert und so für mehr als 200 Jahre eine wichtige Rolle bei der Ausbildung aller Geowissenschaftler gespielt. Sie bieten weiter ein reiches Feld für vulkanologische Untersuchungen fortdauernder geologischer Prozesse bei der Bildung von Landschaften.                                                                          |
| Päpstlicher Altar mit Fresken in der Unterkirche der Basilika (weitere Bilder)                              | Assisi, Basilika und Gedenkstätten des Hl. Franziskus (Lage)                                                                    | 2000       | K   | 990  | Assisi hat als Geburtsort des heiligen Franz viele Bauwerke mit Verbindung zum Franziskanerorden. Die Meisterwerke mittelalterlicher Kunst in Assisi, wie die Basilika, eines der ranghöchsten katholischen Gotteshäuser mit bedeutenden Renaissance-Gemälden, beeinflussten die italienische und europäische Kunst und Architektur. |
| Gartenanlage in der Villa d’Este (weitere Bilder)                                                           | Villa d’Este, Tivoli (Lage) | 2001       | K   | 1025 | Als Palast wählte Ippolito II. d’Este ein ehemaliges Benediktinerkloster in Tivoli. Dieser wurde vergrößert und mit manieristischen Malereien ausgeschmückt. Zugleich entstand eines der Hauptwerke der italienischen Gartenkunst mit Statuen der Renaissance und über 500 Brunnen, Nymphäen, Wasserspiele, Grotten und Wasserbecken sowie eine Wasserorgel. Die Gärten waren Vorbild für viele Gärten im Zeitalter von Manierismus und Barock. |
| Kathedrale von Noto (weitere Bilder)                                                                        | Spätbarocke Städte des Val di Noto (Lage)                                                                                       | 2002       | K   | 1024 | Die Spätbarocken Städte des Val di Noto bilden eine Gruppe von Städten im Val di Noto im südöstlichen Sizilien, die ein einheitliches Ensemble des Spätbarocks bilden. Dazu zählen die Städte Catania, Caltagirone, Militello in Val di Catania, Modica, Noto, Palazzolo Acreide, Ragusa und Scicli. Sie bieten ein umfangreiches Beispiel des sizilianischen Barocks und weisen einen weitgehend einheitlichen urbanistischen und architektonischen Charakter auf. |
| Sacro Monte in Orta (weitere Bilder)                                                                        | Sacri Monti in Piemont und der Lombardei (Lage)                                                                                 | 2003       | K   | 1068 | Die neun Sacri Monti (Heilige Berge) von Norditalien sind weitläufige Kapellenanlagen und andere Pilgerstätten, die im späten 16. und 17. Jahrhundert auf Bergen und an Seen errichtet wurden und jeweils bestimmten Aspekten des christlichen Glaubens geweiht wurden. Zusätzlich zu ihrer symbolischen und spirituellen Bedeutung sind sie von großer Schönheit und gut an die Landschaft angepasst. Sie bergen zahlreiche Kunstwerke, wie etwa Gemälde und Skulpturen. |
| Landstraße im Val d’Orcia (weitere Bilder)                                                                  | Val d’Orcia (Lage) | 2004       | K   | 1026 | Die Landschaft des Val d’Orcia ist Teil des landwirtschaftlichen Hinterlands von Siena, im 14. und 15. Jahrhundert neugestaltet, um ein idealisiertes Modell der guten Regierungsführung zu reflektieren und ein ästhetisch erfreuliches Landschaftsbild zu erstellen. Die Landschaft besitzt eine unverwechselbare Ästhetik mit flachen Kreide-Ebenen und fast kegelförmigen Hügel mit befestigten Siedlungen. |
| Achilles-Darstellung in der Tomba dei Tori in Tarquinia (weitere Bilder)                                    | Etruskische Nekropolen von Cerveteri und Tarquinia (Lage)                                                                       | 2004       | K   | 1158 | Diese beiden großen etruskischen Friedhöfe in Latium stellen verschiedene Arten der Bestattungspraktiken aus dem 9. bis 1. Jahrhundert v. Chr. dar und zeugen von den Leistungen der etruskischen Kultur. Einige der Gräber sind monumental, geschnitten in Fels und gekrönt von eindrucksvollen Grabhügeln. Viele verfügen über Schnitzereien an den Wänden, andere Wandmalereien von herausragender Qualität. Die Nekropole in der Nähe von Cerveteri enthält Tausende von Gräbern, die städtisch angelegt sind mit Gassen, kleinen Plätzen und Vierteln. Die Nekropole von Tarquinia enthält 6000 in den Fels gehauene Gräber. Es ist berühmt für seine bemalten Gräber, die ältesten davon stammen aus dem 7. Jahrhundert v. Chr. |
| Felsnekropolis von Pantalica (weitere Bilder)                                                               | Syrakus und die Felsnekropolis von Pantalica (Lage)                                                                             | 2005       | K   | 1200 | Die Nekropolis von Pantalica ist eine der großen Nekropolen Siziliens und umfasst mehr als 5000 Kammergräber. Sie bildet zusammen mit Syrakus, welches ein Beispiel hervorragender architektonischer Leistung verschiedener kultureller Aspekte ist, eine einzigartige Ansammlung bemerkenswerter Zeugnisse der Mittelmeerkulturen. Zu den bedeutendsten Bauten von Syrakus zählen der Apollontempel, die Katakomben und die Kathedrale. |
| Fassade des Palazzo Giacomo Spinola (weitere Bilder)                                                        | Genua: Le Strade Nuove und der Palazzi-dei-Rolli-Komplex (Lage)                                                                 | 2006       | K   | 1211 | Im 16. und 17. Jahrhundert, als die Republik Genua auf ihrem Höhepunkt lag, wurden die Le Strade Nuove (Die neuen Straßen) und ein System aus Patrizierhäusern und prunkvollen Palästen im Stile der Renaissance und des Barocks, genannt Palazzi dei Rolli, errichtet. |
| Ein Zug der Berninabahn quert die Piazza Basilica von Tirano (weitere Bilder)                               | Rhätische Bahn in der Landschaft Albula/Bernina (Lage)                                                                          | 2008       | K   | 1276 | Die Albula- und die Berninalinie der Rhätischen Bahn verbinden Thusis mit der italienischen Stadt Tirano. Die Linien wurden 1904 und 1910 fertiggestellt und gelten als eine technische Meisterleistung aus der Pionierzeit der Eisenbahn. Die Kandidatur wurde gemeinsam mit der Schweiz erstellt. |
| Innenansicht der Galleria degli Antichi in Sabbioneta (weitere Bilder)                                      | Mantua und Sabbioneta (Lage) | 2008       | K   | 1287 | Die beiden Städte Mantua und Sabbioneta zeigen auf unterschiedlicher Weise Städtebau und -planung zur Zeit der Renaissance. Während Mantua mit seinem romanischen Dom, der Kirche Sant’Andrea und dem Palazzo Ducale erweitert und erneuert worden ist, wurde Sabbioneta im Auftrag von Vespasiano Gonzaga als Idealstadt errichtet und gilt als die erste autonome Stadtgründung der Renaissance. |
| Die Marmolata vom Piz Boe aus gesehen (weitere Bilder)                                                      | Dolomiten (Lage) | 2009       | N   | 1237 | Die neun Teilgebiete des Welterbes Dolomiten, einer Gebirgskette der südlichen Kalkalpen, bilden eine Serie einzigartiger Gebirgslandschaften von außergewöhnlicher Schönheit. Die erhabenen, monumentalen und farbenreichen Landschaften der Dolomiten haben seit jeher eine Vielzahl an Reisenden fasziniert und waren die Quelle zahlreicher wissenschaftlicher und künstlerischer Interpretationen. |
| Luganersee, rechts der Monte San Giorgio (weitere Bilder)                                                   | Monte San Giorgio (Lage) | 2010       | N   | 1090 | Der zwischen den südlichen Armen des Luganersees gelegene 1097 m hohe Berg gilt als die bedeutendste Fundstätte für Fossilien aus der Mitteltrias. Wissenschaftliche Ausgrabungen haben seit 1924 zahlreiche Versteinerungen von Fischen, Reptilien, Krustentieren und Insekten freigelegt. 2010 wurde die Welterbestätte um den südlichen, zu Italien zählenden Teil erweitert. |
| Glockenturm der Grottenkirche San Michele in Monte Sant’Angelo (weitere Bilder)                             | Die Langobarden in Italien, Orte der Macht (Lage)                                                                               | 2011       | K   | 1318 | Die Stätten zeugen von der hohen Leistung der Langobarden. Die lombardische Synthese von Baustilen markiert den Übergang von der Antike bis zum europäischen Mittelalter, anknüpfend an das Erbe des antiken Rom, an christliche Spiritualität, an die byzantinische Kunst und die des germanischen Nordeuropas. Umfasst u. a. die Grottenkirche San Michele und Tempietto del Clitunno. |
| Überreste einer Pfahlsiedlung in Fiavè (weitere Bilder)                                                     | Prähistorische Pfahlbauten um die Alpen (Lage)                                                                                  | 2011       | K   | 1363 | 111 Pfahlbausiedlungen aus der Zeit zwischen 5000 und 500 vor Christus wurden in die Liste aufgenommen. 19 Fundstellen davon liegen in Italien, die übrigen in Deutschland, Österreich, Frankreich, Slowenien und der Schweiz. |
| Die Villa Medici in Poggio a Caiano (weitere Bilder)                                                        | Villen und Gärten der Medici in der Toskana (Lage)                                                                              | 2013       | K   | 175  | Zwölf Villen und zwei Lustgärten, die in der Toskana liegen und zwischen dem 15. und 17. Jahrhundert erbaut worden sind, legen Zeugnis über den Einfluss der Familie Medici auf die europäische Kunst und Kultur ab. |
| Süd-West-Ansicht des Ätnas (weitere Bilder)                                                                 | Ätna (Lage) | 2013       | N   | 1427 | Der Ätna ist der höchste auf einer Mittelmeerinsel gelegene Berg und der aktivste Vulkan der Welt. Bedingt durch die Aktivität ist der Ätna leicht zu erforschen und beeinflusste daher Vulkanologie, Geophysik und anderen Geowissenschaften. |
| Weinanbau in Langhe (weitere Bilder)                                                                        | Weinbaugebiete im Piemont: Langhe, Roero und Monferrat (Lage)                                                                   | 2014       | K   | 1390 | Die Welterbestätte umfasst fünf Weinanbaugebiete und ein Schloss in den Landschaften Langhe, Roero und Monferrat im Piemont. |
| Kathedrale von Monreale (weitere Bilder)                                                                    | Arabisch-normannisches Palermo und die Kathedralen von Cefalù und Monreale (Lage)                                               | 2015       | K   | 1487 | Die Stätte umfasst neun zivile und religiöse Bauten aus der Ära des Normannischen Königreichs Sizilien (1130–1194): Der Palazzo dei Normanni mit der Cappella Palatina, das Castello della Zisa, die Kirchen San Giovanni degli Eremiti, Santa Maria dell’Ammiraglio und San Cataldo, die Kathedrale, der Ponte dell’Ammiraglio, sowie die Kathedralen von Cefalú und Monreale. Zusammen sind sie ein Beispiel des soziokulturellen Synkretismus zwischen westlicher, islamischer und byzantinischer Kultur auf der Insel. |
| (weitere Bilder)                                                                                            | Alte Buchenwälder und Buchenurwälder der Karpaten und anderer Regionen Europas (Lage)                                           | 2017, 2021 | NK  | 1133 | Transnationales Welterbe mit 17 weiteren Ländern in Europa. In Italien gehören dazu Buchenwälder in 7 Schutzgebieten mit insgesamt 13 Clustern im Nationalpark Foreste Casentinesi, Nationalpark Abruzzen, Latium und Molise, Monti Cimini, Naturpark Bracciano – Martignano, Nationalpark Pollino, Nationalpark Gargano und Nationalpark Aspromonte. |
| (weitere Bilder)                                                                                            | Venezianisches Verteidigungssystem des 16. bis 17. Jahrhunderts: Stato da Terra – westlicher Stato da Mar (Lage)                | 2017       | K   | 1533 | In Italien gehören Palmanova, Bergamo (standen beide noch bis 2021 als separate Vorschläge auf der Tentativliste) und Peschiera del Garda dazu. Weitere Stätten befinden sich in Kroatien und Montenegro. Die nominierten Stätten in der Lagune von Venedig wurden nicht eingetragen, sind jedoch schon Teil des Welterbes „Venedig und seine Lagune“. |
| (weitere Bilder)                                                                                            | Ivrea – Industriestadt des 20. Jahrhunderts (Lage)                                                                              | 2018       | K   | 1538 | Ivrea wurde nach der Gründung der Firma Olivetti 1908 stark davon beeinflusst. |
| (weitere Bilder)                                                                                            | Die Hügel des Prosecco zwischen Conegliano und Valdobbiadene (Lage)                                                             | 2019       | K   | 1571 | Kulturlandschaft des Proseccoanbaus in dieser Region, die seit Jahrhunderten zu diesem Zweck vom Menschen geformt wird. Charakteristische Landschaftselemente sind Hügel in der Form von Schweinerücken, Anbauparzellen (ciglioni), Wälder, kleine Dörfer und Ackerflächen in der zerklüfteten Umgebung. |
| Montecatini Terme                                                                                           | Bedeutende Kurstädte Europas (Lage)                                                                                             | 2021       | K   | 1613 | Städte bzw. Heilbäder, die allgemein wichtige Aspekte der Medizingeschichte und speziell alle wichtigen Aspekte der Geschichte der Kurmedizin bezeugen (sollen). Das Welterbe umfasst 11 Kurstädte: Spa in Belgien, Baden-Baden, Bad Kissingen und Bad Ems in Deutschland, Vichy in Frankreich, Montecatini Terme in Italien, Baden in Österreich, Franzensbad, Karlsbad und Marienbad in Tschechien und Bath im Vereinigten Königreich. |
| Cappella degli Scrovegni                                                                                    | Paduas Freskenzyklen aus dem 14. Jahrhundert (Lage)                                                                             | 2021       | K   | 1623 | Freskenzyklen, die in acht verschiedenen Gebäuden in der Altstadt von Padua im Trecento von Giotto, Giusto de’ Menabuoi, Guariento di Arpo, Altichiero da Zevio, Jacopo Avanzi, Jacopo da Verona in der Cappella degli Scrovegni, im Baptisterium, in der Kirche der Eremitani, in der Basilika des Heiligen Antonius, im Oratorio San Giorgio und Oratorio San Michele sowie im Palazzo della Ragione und in der Cappella della Reggia Carrarese angefertigt wurden. |
| (weitere Bilder)                                                                                            | Arkadengänge von Bologna (Lage)                                                                                                 | 2021       | K   | 1650 | Ensemble von zwölf repräsentativen Arkadengängen und der sie umgebenden Gebäude in der Altstadt von Bologna als Ausdruck und Element der urbanen Identität Bolognas. |
| Evaporitischer Karst und Höhlen im Nordapennin (Appennino settentrionale)                                   | Evaporitischer Karst und Höhlen im Nordapennin (Appennino settentrionale) (Lage)                                                | 2023       | N   | 1692 | Karstgebiet mit mehr als 900 Höhlen mit einer Gesamtlänge von mehr als 100 km. Seit dem 16. Jahrhundert wird der Karst der Region wissenschaftlich untersucht. Erfülltes Kriterium für Weltnaturerbe: viii. |
| Via Appia. Regina Viarum                                                                                    | Via Appia. Regina Viarum | 2024       | K   | 1708 | Via Appia verläuft von Rom nach Brindisi. Neben Streckenteilen sind ganze Städte Teil des Welterbes. Erfüllte Kriterien für Weltkulturerbe: iii., iv., vi. |
| Nekropole von Monte Siseri                                                                                  | Prähistorische Kunst und Architektur Sardiniens – Domus de Janas (Lage)                                                         | 2025       | K   | 1730 | Die Welterbestätte umfasst 27 prähistorische Felsengräber in Sardinien. Erfülltes Kriterium für Weltkulturerbe: iii. |

## Tentativliste
In der Tentativliste sind die Stätten eingetragen, die für eine Nominierung zur Aufnahme in die Welterbeliste vorgesehen sind.

### Aktuelle Welterbekandidaten
Mit Stand 2025 sind 31 Stätten in der Tentativliste von Italien eingetragen, die letzte Eintragung erfolgte im April 2024.
Die folgende Tabelle listet die Stätten in chronologischer Reihenfolge nach dem Jahr ihrer Aufnahme in die Tentativliste.
| Bild                                                                                                | Bezeichnung                                                                                         | Jahr | Typ | Ref. | Beschreibung |
| --------------------------------------------------------------------------------------------------- | --------------------------------------------------------------------------------------------------- | ---- | --- | ---- | --- |
| San Giulio im Ortasee                                                                               | Seenlandschaft Lago Maggiore und Lago d’Orta                                                        | 2006 | K   | 325  | Kulturlandschaft in der Umgebung der beiden Seen Lago Maggiore (Lage) und Lago d’Orta (Lage) |
| (weitere Bilder)                                                                                    | Botanischer Garten Hanbury (Lage)                                                                   | 2006 | K   | 336  | |
| Fassade des Domes (weitere Bilder)                                                                  | Orvieto (Lage)                                                                                      | 2006 | K   | 344  | |
| Villen des päpstlichen Adels                                                                        | Villen des päpstlichen Adels                                                                        | 2006 | K   | 351  | enthält Palazzo Farnese, Villa Lante, Sacro Bosco, Palazzo Giustiniani, Villa Mondragone, Villa Taverna Parisi, Villa Falconieri, Villa Tuscolana, Villa Aldobrandini, Villa Lancelotti, Villa Sora, Villa Torlonia (Frascati), Villa Grazioli, Villa Arrigoni, Palazzo Chigi (Ariccia)           |
| Salento und der „Barocco Leccese“                                                                   | Salento und der „Barocco Leccese“                                                                   | 2006 | K   | 1149 | Stätten des Lecceser Barocks auf der Halbinsel Salento |
| Kloster Cattolica in Stilo und basilianisch-byzantinische Komplexe                                  | Kloster Cattolica in Stilo und basilianisch-byzantinische Komplexe                                  | 2006 | K   | 1150 | umfasst neben dem Kloster Cattolica in Stilo weitere basilianisch-byzantinische Komplexe |
| La Maddalena                                                                                        | Archipel von La Maddalena und Inseln der Straße von Bonifacio                                       | 2006 | N   | 2028 | Umfasst den La-Maddalena-Archipel und die Inseln in der Straße von Bonifacio |
| Insel Mozia und Lilibaeum: Die phönizisch-punische Zivilisation in Italien                          | Insel Mozia und Lilibaeum: Die phönizisch-punische Zivilisation in Italien                          | 2006 | K   | 2029 | umfasst die antike phönizische Stadt Mozia auf der Insel San Pantaleo in der Stagnone di Marsala und die nach deren Zerstörung auf dem gegenüberliegenden Festland in der Nähe des heutigen Marsala angelegte punische Festungsstadt Lilybaion                                                    |
| Solfatara bei Pozzuoli                                                                              | Bradyseismus in der Phlegräischen Region (Lage)                                                     | 2006 | N   | 2030 | Die Phlegräischen Felder etwa 20 km westlich des Vesuvs sind ein Gebiet mit hoher vulkanischer Aktivität. Bradyseismos ist ein typisches Phänomen dieses Gebietes. |
| Cascata delle Marmore und Valnerina: Klosteranlagen und alte hydrogeologische Erschließungsarbeiten | Cascata delle Marmore und Valnerina: Klosteranlagen und alte hydrogeologische Erschließungsarbeiten | 2006 | K   | 2031 | umfasst das Gebiet Valnerina, den oberen Teil des Flusstals der Nera, und den von Menschen geschaffen Wasserfall Cascata delle Marmore des Flusses Velino kurz vor dessen Mündung in die Nera. |
| Pelagos: Das Walschutzgebiet                                                                        | Pelagos: Das Walschutzgebiet                                                                        | 2006 | N   | 2032 | |
| (weitere Bilder)                                                                                    | Insel Asinara (Lage)                                                                                | 2006 | N   | 5002 | |
| Sulcis-Iglesiente                                                                                   | Sulcis-Iglesiente                                                                                   | 2006 | N   | 5003 | umfasst die Landschaften Sulcis und Iglesiente im Süden Sardiniens und die diesen vorgelagerten Inseln Sant’Antioco und San Pietro |
| Steinbruch bei Carrara                                                                              | Marmor-Becken von Carrara                                                                           | 2006 | K/N | 5004 | Gebiet um Carrara in den Apuanischen Alpen mit Steinbrüchen für den Carrara-Marmor |
| Transhumanz: Der königliche Schäferpfad                                                             | Transhumanz: Der königliche Schäferpfad                                                             | 2006 | K/N | 5005 | |
| Volterra: Historische Altstadt und Kulturlandschaft                                                 | Volterra: Historische Altstadt und Kulturlandschaft (Lage)                                          | 2006 | K   | 5006 | |
| Anienetal und Villa Gregoriana in Tivoli                                                            | Anienetal und Villa Gregoriana in Tivoli                                                            | 2006 | K   | 5008 | umfasst das Tal des Aniene und dessen als Hochwasserschutz für Tivoli errichteten künstlichen Überlauf durch die Parkanlage der Villa Gregoriana |
| Murge von Altamura                                                                                  | Murge von Altamura                                                                                  | 2006 | K   | 5009 | Die Murge im Gebiet von Altamura |
| Grotte di Castellana                                                                                | Karsthöhlen im prähistorischen Apulien                                                              | 2006 | K   | 5011 | |
| (weitere Bilder)                                                                                    | Zitadelle von Alessandria (Lage)                                                                    | 2006 | K   | 5013 | Die Zitadelle von Alexandria ist eines der großartigsten europäischen Monumente im Bereich der permanenten Festungsanlagen aus dem 18. Jahrhundert, eines der wenigen noch erhaltenen und sicherlich eines der am besten erhaltenen in Europa.                                                    |
| Mont-Blanc-Massiv                                                                                   | Mont-Blanc-Massiv                                                                                   | 2008 | N   | 5265 | Es ist geplant, das Mont-Blanc-Massiv für die Eintragung als grenzüberschreitende Welterbestätte gemeinsam mit Frankreich und der Schweiz vorzuschlagen, mit Stand 2018 steht es jedoch nur auf der Tentativliste von Italien.                                                                    |
| Monte Cassino                                                                                       | Kulturlandschaft der benediktinischen Siedlungen im mittelalterlichen Italien                       | 2016 | K   | 6107 | umfasst Klosterkomplex Subiaco, Abtei Montecassino, San Vincenzo al Volturno, San Pietro al Monte, Sacra di San Michele (bereits 1984 nominiert), San Vittore alle Chiuse und Kloster Farfa Stätte ist für 2027 nominiert.                                                                        |
| Mittelmeer-Alpen                                                                                    | Mittelmeer-Alpen                                                                                    | 2017 | N   | 6181 | Der transnationale Vorschlag gemeinsam mit Frankreich (Ref. 6178) und Monaco (Ref. 6180) beinhaltet in Italien die Zone 5 Ours-Grammondo mit dem Naturpark Seealpen, Parco naturale regionale delle Alpi Liguri, Monte Grammondo und Monte Abellio sowie den Teil des Küstenmeers bei Ventimiglia |
| Kulturlandschaft von Civita di Bagnoregio                                                           | Kulturlandschaft von Civita di Bagnoregio                                                           | 2017 | K   | 6182 | |
| Via Francigena in Italien                                                                           | Via Francigena in Italien                                                                           | 2019 | K   | 6382 | Neben dem eigentlichen Weg sind folgende Städte bzw. Orte nominiert: Grosser St. Bernhard, Aosta, Vercelli, Santhià, Susa, Pavia, Fidenza, Sarzana, Siena, Sutri, Viterbo und Rom. |
| Marine Biodiversität des Eozäns im Val d’Alpone                                                     | Marine Biodiversität des Eozäns im Val d’Alpone                                                     | 2021 | N   | 6539 | Fossillagerstätte des Eozän in den lessinischen Alpen zwischen Verona und Vicenza mit Zentrum um den Monte Bolca. |
| Condominio-Theater in Mittelitalien                                                                 | Condominio-Theater in Mittelitalien                                                                 | 2021 | K   | 6556 | Der Vorschlag wurde auf 18 Theater begrenzt. Stätte ist für 2026 nominiert. |
| Monumente der Nuraghen auf Sardinien                                                                | Monumente der Nuraghen auf Sardinien                                                                | 2021 | K   | 6557 | Insgesamt sind 31 Monumente Teil des Vorschlags. Darunter auch der bereits auf der Welterbeliste vertretene Nuraghe Su Nuraxi |
| Das System der Dorf-Fattorien des Chianti Classico Gebietes                                         | Das System der Dorf-Fattorien des Chianti Classico Gebietes                                         | 2023 | K   | 6654 | Gebiet erstreckt sich über die Gemeinden Greve in Chianti, Castellina in Chianti, Gaiole in Chianti, Radda in Chianti und Teile der Gemeinden Barberino Tavarnelle, San Casciano in Val di Pesa, Castelnuovo Berardenga sowie Poggibonsi. Stätte ist für 2028 nominiert.                          |
| Zeugnisse der italienisch-griechischen Kultur                                                       | Zeugnisse der italienisch-griechischen Kultur                                                       | 2023 | K   | 6697 | Teil des Vorschlags in Kalabrien sind Gerace, Baptisterei in Santa Severina, Oratorium in San Marco a Rossano, Cattolica di Stilo (eigener Eintrag seit 2006), Orthodoxes Kloster von S. Giovanni Theristìs in Bivongi                                                                            |
| Papiermühle Pescia                                                                                  | Europäische Papiermühlen (aus der Ära des handgeschöpften Papiers)                                  | 2024 | K   | 6766 | Transnationaler Antrag mit Polen, Tschechien, Spanien und Deutschland. In Italien ist die Papiermühle in Pescia Teil des Vorschlags. |

### Ehemalige Welterbekandidaten
Diese Stätten standen früher auf der Tentativliste, wurden jedoch wieder zurückgezogen oder von der UNESCO abgelehnt. Stätten, die in anderen Einträgen auf der Tentativliste enthalten oder Bestandteile von Welterbestätten sind, werden hier nicht berücksichtigt.
| Bild                                                                  | Bezeichnung                                                                | Jahr      | Typ | Ref. | Beschreibung |
| --------------------------------------------------------------------- | -------------------------------------------------------------------------- | --------- | --- | ---- | --- |
| (weitere Bilder)                                                      | Alba Fucens (Lage)                                                         | 1982–1982 | K   |      | Ruinen einer antike Stadt |
| Piazza del Popolo (weitere Bilder)                                    | Ascoli Piceno (Lage)                                                       | 1982–1982 | K   |      | |
| (weitere Bilder)                                                      | Festung von Bard (Lage)                                                    | 1982–1982 | K   |      | |
| (weitere Bilder)                                                      | Brera, Mailand (Lage)                                                      | 1982–1982 | K   |      | Altstadt-Viertel von Mailand |
| Teiche von Cagliari                                                   | Teiche von Cagliari                                                        | 1982–1982 | ?   |      | |
| (weitere Bilder)                                                      | Bahnhof Santa Maria Novella, Florenz (Lage)                                | 1982–1982 | K   |      | |
| (weitere Bilder)                                                      | Nationalpark Gennargentu (Lage)                                            | 1982–1982 | N   |      | |
| (weitere Bilder)                                                      | Grotte di Castellana (Lage)                                                | 1982–1982 | N   |      | |
| Valle d’Itria                                                         | Valle d’Itria                                                              | 1982–1982 | K   |      | |
| (weitere Bilder)                                                      | Lokroi Epizephyrioi (Lage)                                                 | 1982–1982 | K   |      | antike griechische Stadt Lokroi Epizephyrioi |
| (weitere Bilder)                                                      | Massafra (Lage)                                                            | 1982–1982 | K   |      | Die Gemeinde Massafra in Apulien ist bekannt für ihre Wohnhöhlen und die mit Fresken verzierten Grottenkirchen. |
| (weitere Bilder)                                                      | Metapont (Lage)                                                            | 1982–1982 | K   |      | |
| (weitere Bilder)                                                      | Die Insel Montecristo und ihre Meeresumgebung (Lage)                       | 1982–1982 | N   |      | |
| (weitere Bilder)                                                      | Pisticci (Lage)                                                            | 1982–1982 | K   |      | |
| (weitere Bilder)                                                      | Piazza Maggiore, Todi (Lage)                                               | 1982–1982 | K   |      | Hauptplatz von Todi, auch Piazza del Popolo genannt |
| Turiner Dom                                                           | Historisches Zentrum von Turin                                             | 1982–1982 | K   |      | Der Turiner Dom stand 1984–1994 als eigener Vorschlag auf der Tentativliste. 1997 wurden die Residenzen des Königshauses Savoyen in und um Turin in das Welterbe aufgenommen. |
| Parco dell’Uccellina                                                  | Parco dell’Uccellina (Lage)                                                | 1982–1982 | N   |      | |
| Thermalarchitektur von Arco                                           | Thermalarchitektur von Arco                                                | 1984–1984 | K   |      | |
| (weitere Bilder)                                                      | Kathedrale von Faenza (Lage)                                               | 1984–1984 | K   |      | Kathedrale San Pietro in Faenza |
| (weitere Bilder)                                                      | Santa Maria delle Carceri, Prato (Lage)                                    | 1984–1984 | K   |      | |
| (weitere Bilder)                                                      | Otranto (Lage)                                                             | 1984–1985 | K   |      | |
| (weitere Bilder)                                                      | Baptisterium von Albenga (Lage)                                            | 1984–1996 | K   |      | frühchristliches Baptisterium neben der Kathedrale von Albenga |
| Castrum von Aosta                                                     | Castrum von Aosta (Lage)                                                   | 1984–1996 | K   |      | Die Stadt Aosta wurde durch Augustus unter dem Namen Augusta Praetoria anstelle eines bestehenden Legionslager (Castrum) errichtet. Der schachbrettartige Grundriss des Lagers wurde für die zivile Stadt übernommen und ist weiter im Stadtbild der Altstadt zu erkennen. |
| (weitere Bilder)                                                      | Naturschutzgebiet Bosco Fontana (Lage)                                     | 1984–1996 | K/N |      | |
| Abtei Casamari                                                        | Abtei Casamari (Lage)                                                      | 1984–1996 | K   |      | |
| (weitere Bilder)                                                      | Baptisterium von Cremona (Lage)                                            | 1984–1996 | K   |      | frühchristliches Baptisterium neben der Kathedrale von Cremona |
| Abtei Fossanova                                                       | Abtei Fossanova (Lage)                                                     | 1984–1996 | K   |      | |
| Kloster Galluzzo, Florenz                                             | Kloster Galluzzo, Florenz (Lage)                                           | 1984–1996 | K   |      | Kartause (Kloster des Kartäuserordens) in Florenz |
| Mailand – Ospedale Maggiore                                           | Mailand – Ospedale Maggiore (Lage)                                         | 1984–1996 | K   |      | ab 1456 errichtetes Krankenhaus in Mailand |
| Thermalarchitektur von Meran                                          | Thermalarchitektur von Meran                                               | 1984–1996 | K   |      | |
| (weitere Bilder)                                                      | Baptisterium von Novara (Lage)                                             | 1984–1996 | K   |      | frühchristliches Baptisterium neben der Kathedrale von Novara |
| Altstadt von Sansepolcro (weitere Bilder)                             | Piero della Francesca – Siena, Firenze, Borgo San Sepolcro                 | 1984–1996 | K   |      | Wirkungsstätten des Renaissancemalers Piero della Francesca in Siena, Florenz und Sansepolcro. Florenz ist bereits seit 1982 eine eigene Welterbestätte, Siena seit 1995, Pieros Geburts-, Sterbe- und langjähriger Wirkungsort Borgo San Sepolcro, das heutige Sansepolcro, wurde jedoch nicht in das Welterbe aufgenommen. |
| (weitere Bilder)                                                      | Heiligtum der Fortuna, Palestrina (Lage)                                   | 1984–1996 | K   |      | Heiligtum und Orakel der Fortuna Primigenia in der antiken Stadt Praeneste, dem heutigen Palestrina |
| Piazza XXIII Aprile                                                   | Pomponesco (Lage)                                                          | 1984–1996 | K   |      | |
| Pyrgi                                                                 | Pyrgi (Lage)                                                               | 1984–1996 | K   |      | Hafen der etruskischen Stadt Caere |
| Rathaus von Bozzolo                                                   | Revere und Bozzolo                                                         | 1984–1996 | K   |      | umfasst die Orte Revere und Bozzolo in der Provinz Mantua in der Lombardei. |
| Tempel von Segesta (weitere Bilder)                                   | Archäologische Stätte von Segesta (Lage)                                   | 1984–1996 | K   |      | antike Stadt der Elymer im Nordwesten Siziliens mit einem dorischen Tempel |
| Nationalpark Stilfserjoch                                             | Nationalpark Stilfserjoch (Lage)                                           | 1984–1996 | N   |      | |
| (weitere Bilder)                                                      | Kathedrale von Trani (Lage)                                                | 1984–1996 | K   |      | |
| Castello Buonconsiglio                                                | Burgen und Schlösser des Trentino                                          | 1984–1996 | K   |      | umfasste Burgen und Schlösser in der Provinz Trentino. |
| Tropea                                                                | Tropea (Lage)                                                              | 1984–1996 | K   |      | |
| Veji                                                                  | Veji (Lage)                                                                | 1984–1996 | K   |      | |
| Königspalast Portici                                                  | Villen am Vesuv                                                            | 1984–1996 | K   |      | |
| Cortona                                                               | Giotto und Fra Angelico – Assisi und Cortona                               | 1984–1997 | K   |      | Stätten des Wirkens von Giotto und Fra Angelico in Assisi und Cortona. Assisi wurde 2000 als Wirkungsstätte des heiligen Franz von Assisi zum Welterbe erklärt. |
| Promontorio di Portofino                                              | Promontorio di Portofino (Lage)                                            | 1984–1999 | K   |      | Halbinsel in Ligurien mit dem historischen Zentrum von Camogli, der Abtei von San Fruttuoso und der Bucht von Paraggi bei Portofino |
| San Pellegrino Terme                                                  | San Pellegrino Terme (Lage)                                                | 1984–1999 | K   |      | |
| Tempio Malatestiano                                                   | Tempio Malatestiano (Lage)                                                 | 1984–2005 | K   |      | Kathedrale von Rimini |
| Archäologischer Park von Selinunt                                     | Archäologischer Park von Selinunt (Lage)                                   | 1987–1987 | K   |      | 1987 von der Unesco vertagt, wegen mangelndem Management-Plan |
| Ostia Antica, Portus Romae und Isola Sacra                            | Ostia Antica, Portus Romae und Isola Sacra (Lage)                          | 1987–1987 | K   |      | Ostia Antica die Hafenstadt des antiken Roms, mit ihrem Hafen Portus Romae und der vor der Mündung des Tibers liegenden Isola Sacra Portus Romae stand 1996–2005 noch einmal als eigener Vorschlag auf der Tentativliste. |
| Papstpalast in Anagni                                                 | Päpstliche Residenzen von Anagni und Viterbo                               | 1994–1996 | K   |      | Papstpaläste aus dem 13. Jahrhundert in Anagni und Viterbo |
| Felsenheiligtum von Olevano sul Tusciano                              | Felsenheiligtum von Olevano sul Tusciano (Lage)                            | 1996–1997 | K   |      | Die Grotta di S. Michele ist eine Tropfsteinhöhle mit einer einschiffigen Kapelle mit drei Apsiden, in der Wandmalereien aus dem 10. und 11. Jahrhundert im byzantinisch beeinflussten Stil erhalten sind. |
| Alghero                                                               | Alghero (Lage)                                                             | 1996–2005 | K   |      | |
| Altstadt von Bologna                                                  | Altstadt von Bologna (Lage)                                                | 1996–2005 | K   |      | 2006 ersetzt durch einen Vorschlag, der nur noch die Arkadengänge umfasst. |
| Villa Aldobrandini, Frascati                                          | Parks und Villen der Castelli Romani (Albaner Berge)                       | 1996–2005 | K   |      | Parks und Villen im Gebiet der Castelli Romani in den Albaner Bergen |
| Karstgebiet: Quellen des Timavo                                       | Karstgebiet: Quellen des Timavo (Lage)                                     | 1996–2005 | N   |      | Italienischer Teil eines Karstgebiets, in dem der durch die in Slowenien liegenden Höhlen von Škocjan (Welterbe-Ref. 390) unterirdisch fließende Fluss Reka wieder zutage tritt und als Timavo in die Adria fließt. |
| Mailänder Dom                                                         | Mailänder Dom (Lage)                                                       | 1996–2005 | K   |      | |
| Sant’Agata Feltria                                                    | Festungen des Montefeltro                                                  | 1996–2005 | K   |      | Festungen in der historische Landschaft Montefeltro im Apennin |
| Bucht von Neapel                                                      | Bucht von Neapel                                                           | 1996–2005 | K   |      | mit Capri, Ischia und Procida |
| Oase von Ninfa                                                        | Oase von Ninfa (Lage)                                                      | 1996–2005 | K   |      | Der Garten von Ninfa ist ein vom WWF betreuter Landschaftspark auf dem Gebiet der Gemeinde Cisterna di Latina. In dem Park liegen die Ruinen der mittelalterlichen Stadt Ninfa. |
| (weitere Bilder)                                                      | Spoleto und Tempietto sul Clitunno                                         | 1996–2005 | K   |      | Nur die Basilika San Salvatore in Spoleto und der Tempietto del Clitunno in Campello sul Clitunno wurden 2011 in die Welterbestätte Die Langobarden in Italien, Orte der Macht (568 bis 774 n. Chr.) (Ref. 1318) aufgenommen. |
| Cividale und die frühen Zentren der Macht der Langobarden in Italien  | Cividale und die frühen Zentren der Macht der Langobarden in Italien       | 1996–2011 | K   | 333  | Nur das Gastaldaga-Areal und der bischöfliche Komplex wurden 2011 in die Welterbestätte Die Langobarden in Italien, Orte der Macht (568 bis 774 n. Chr.) (Ref. 1318) aufgenommen. |
| Piazza Pretoria                                                       | Palermo, Botanischer Garten und Komplex von Monreale                       | 1996–2011 | K   | 363  | umfasste die Altstadt von Palermo, den Botanischen Garten Palermo und den Dom- und Kloster-Komplex von Monreale Seit 2015 gehören sieben Bauwerke Palermos im normannisch-arabisch-byzantinischen Stil und die Kathedrale von Monreale zum Welterbe Arabisch-normannisches Palermo und die Kathedralen von Cefalù und Monreale (Ref. 1487). |
| Fossiler Wald von Dunarobba                                           | Fossiler Wald von Dunarobba (Lage)                                         | 1997–1997 | N   |      | Versteinerter Wald im Ortsteil Dunarobba der Gemeinde Avigliano Umbro |
| (weitere Bilder)                                                      | Samnitisches Heiligtum von Pietrabbondante (Lage)                          | 1997–2003 | K   |      | Heiligtum der Samniten in Pietrabbondante |
| Küste des Gardasees                                                   | Küste des Gardasees                                                        | 1998–2003 | K   |      | |
| Felsensiedlungen in Apulien                                           | Felsensiedlungen in Apulien                                                | 1998–2005 | K   |      | Höhlenarchitektur in Apulien |
| Kathedrale und historischer Bezirk von Cefalù                         | Kathedrale und historischer Bezirk von Cefalù                              | 1998–2005 | K   |      | Nur die Kathedrale von Cefalù gehört seit 2015 zum Welterbe Arabisch-normannisches Palermo und die Kathedralen von Cefalù und Monreale (Ref. 1487) |
| Nationalpark Gran Paradiso                                            | Nationalpark Gran Paradiso                                                 | 1999–1999 | N   |      | |
| Nationalpark Abruzzen                                                 | Nationalpark Abruzzen                                                      | 2000–2000 | N   |      | |
| Mittlerer Adda                                                        | Mittlerer Adda                                                             | 2000–2001 | K   | 730  | Industrielles Erbe zwischen dem Olginate Staudamm und Cassano d’Adda. Als Erweiterung von Crespi d'Adda von der ICOMOS abgelehnt. |
| Ensembles romanischer Kultur in den Abruzzen                          | Ensembles romanischer Kultur in den Abruzzen                               | 2002–2005 | K   |      | Architektur der Romanik im Abruzzischen Apennin |
| Pontinisches Archipel                                                 | Pontinisches Archipel                                                      | 2002–2005 | K   |      | |
| Küstenstreifen von Castellammare del Golfo bis Trapani                | Küstenstreifen von Castellammare del Golfo bis Trapani                     | 2002–2005 | K   |      | Mittelmeerküste zwischen den Städten Castellammare del Golfo und Trapani, mit der Bergstadt Erice, der Insel Mozia und den Ägadischen Inseln Seit 2006 steht Mozia als Einzelvorschlag auf der Tentativliste (Ref. 2029) |
| (weitere Bilder)                                                      | Vorgebirge Gargano                                                         | 2002–2005 | K/N |      | mit Monte Sant’Angelo, Isole Tremiti und dem Foresta Umbra |
| Julische Alpen                                                        | Alpen, a) Westliche Alpen, b) Dolomiten, c) östliche Alpen                 | 2006–2009 | N   | 2026 | 2009 wurden die Dolomiten zum Welterbe Dolomiten (Ref. 1237) erklärt. |
| (weitere Bilder)                                                      | Veltlin                                                                    | 2006–2012 | K   | 5001 | Der Vorschlag Weintraubenlandschaften: Langhe, Roero, Monferrato und Valtellina wurde 2012 vertagt, um überarbeitet zu werden. Der überarbeitete Vorschlag mit Weinanbaugebieten in den Landschaften Langhe, Roero und Monferrat im Piemont wurde 2014 in das Welterbe aufgenommen (Ref. 1390). Das Veltlin (Valtellina) war darin jedoch nicht mehr enthalten. |
| Castello Visconteo                                                    | Historisches Zentrum von Pavia und die Kartause                            | 2006–2021 | K   | 327  | umfasste neben dem historischen Kern der Stadt Pavia (Lage) auch die etwa 8 km nördlich gelegene Certosa di Pavia (Lage). |
| Dom und Baptisterium (weitere Bilder)                                 | Historisches Zentrum von Parma (Lage)                                      | 2006      | K   | 1148 | |
| (weitere Bilder)                                                      | Historisches Zentrum von Lucca (Lage)                                      | 2006–2021 | K   | 340  | |
| Altstadt von Bergamo                                                  | Altstadt von Bergamo                                                       | 2006–2021 | K   | 331  | Die Città Alta von Bergamo wurde 2017 im Rahmen der transnationalen Stätte Venezianisches Verteidigungssystem des 15. bis 17. Jahrhunderts in das Welterbe aufgenommen (Ref. 1533), die Città Bassa blieb noch einige Jahre als Vorschlag bestehen |
| Stagno Di Santa Giusta                                                | Lagunen der Oristano-Bucht, Sinis-Halbinsel und Insel Mal di Ventre        | 2006–2021 | N   | 1152 | umfasst die Lagunen (Stagni) entlang des Golfo di Oristano, die daran anschließende Sinis-Halbinsel und die acht Kilometer vor der Halbinsel liegende Insel Mal di Ventre |
| Romanische Kathedralen in Apulien                                     | Romanische Kathedralen in Apulien                                          | 2006–2021 | K   | 1160 | Beinhaltete: Cattedrale di Bari, Cattedrale di Molfetta, Cattedrale di Otranto (alle 3 seit 1984 nominiert) sowie Basilica di San Nicola di Bari und Cattedrale di Bitonto |
| Taormina und Isola Bella                                              | Taormina und Isola Bella                                                   | 2006–2021 | K   | 1164 | umfasste die Stadt Taormina auf Sizilien und die vor der Küste der Stadt liegende Isola Bella |
| Altsteinzeitliches Paläo-Relief in Isernia la Pineta und Notarchirico | Altsteinzeitliches Paläo-Relief in Isernia la Pineta und Notarchirico      | 2006–2021 | K   | 5020 | Altsteinzeitliche archäologische Fundorte Isernia la Pineta und Notarchirico |
| Nationalpark Sila – Sila, der große Wald Italiens                     | Nationalpark Sila – Sila, der große Wald Italiens (Lage)                   | 2012–2021 | N   | 5669 | 2012 wurde vorerst der Nationalpark Kalabrien gelistet, die Nominierung wurde mehrmals zurückgezogen, zuletzt war eine Entscheidung für 2023 angedacht |
| Nekropole von Li Muri                                                 | Kunst und Architektur in der Vorgeschichte Sardiniens. Die Domus de Janas. | 2021–2025 | K   | 6523 | Der Vorschlag beinhaltete ursprünglich 35 Stätten von denen lediglich 27 Grabstätten Teil der Welterbestätte wurden. Gestrichen wurden folgende Komponenten: Monte Baranta (004), Zuflucht von Monte d’Accoddi (006), Nekropole von Li Muri (010), Dolmen von Sa Coveccada (012), Zuflucht von Luzzanas (013), das Dorf Serra Linta (017), Grotta Corbeddu (022), Menhir von Monte Corru Tundu (023), Zuflucht von Su Forru de is Sinzurreddus und die Steingut-Werkstatt von Sennixeddu (024) |
| Historische Theater der Region Marken                                 | Historische Theater der Region Marken                                      | 2021–2025 | K   | 6556 | Insgesamt waren 61 Theater Teil des Vorschlags. Darunter Pesaros Palazzo Olivieri, Sassocorvaros Rocca Ubaldinesca, das Lauro Rossi Theater, Ripatransone’s „Luigi Mercantini“ Theater und das Teatro dell'Aquila in Fermo |